# Ummeliata
Genre
Synonymes
- Hummelia Schenkel, 1936 nec Oudemans, 1916

Ummeliata est un genre d'araignées aranéomorphes de la famille des Linyphiidae.

## Distribution
Les espèces de ce genre se rencontrent en Asie.

## Liste des espèces
Selon World Spider Catalog (version 23.0, 17/06/2022) :
- Ummeliata angulituberis (Oi, 1960)
- Ummeliata erigonoides (Oi, 1960)
- Ummeliata esyunini (Zhang, Zhang & Yu, 2003)
- Ummeliata feminea (Bösenberg & Strand, 1906)
- Ummeliata insecticeps (Bösenberg & Strand, 1906)
- Ummeliata jambi Tanasevitch, 2020
- Ummeliata onoi Saito, 1993
- Ummeliata osakaensis (Oi, 1960)
- Ummeliata saitoi Matsuda & Ono, 2001
- Ummeliata sibirica (Eskov, 1980)

## Systématique et taxinomie
Hummelia Schenkel, 1936, préoccupé par Hummelia Oudemans, 1916, a été remplacé par Ummeliata par Strand en 1942.

## Publications originales
- Strand, 1942 : « Miscellanea nomenclatorica zoologica et palaeontologica. X. » Folia Zoologica et Hydrobiologica, vol. 11, p. 386-402.
- Schenkel, 1936 : « Schwedisch-chinesische wissenschaftliche Expedition nach den nordwestlichen Provinzen Chinas, unter Leitung von Dr Sven Hedin und Prof. Sü Ping-chang. Araneae gesammelt vom schwedischen Artz der Exped. » Arkiv för zoologi, vol. 29, no A1, p. 1-314.